# Утинада

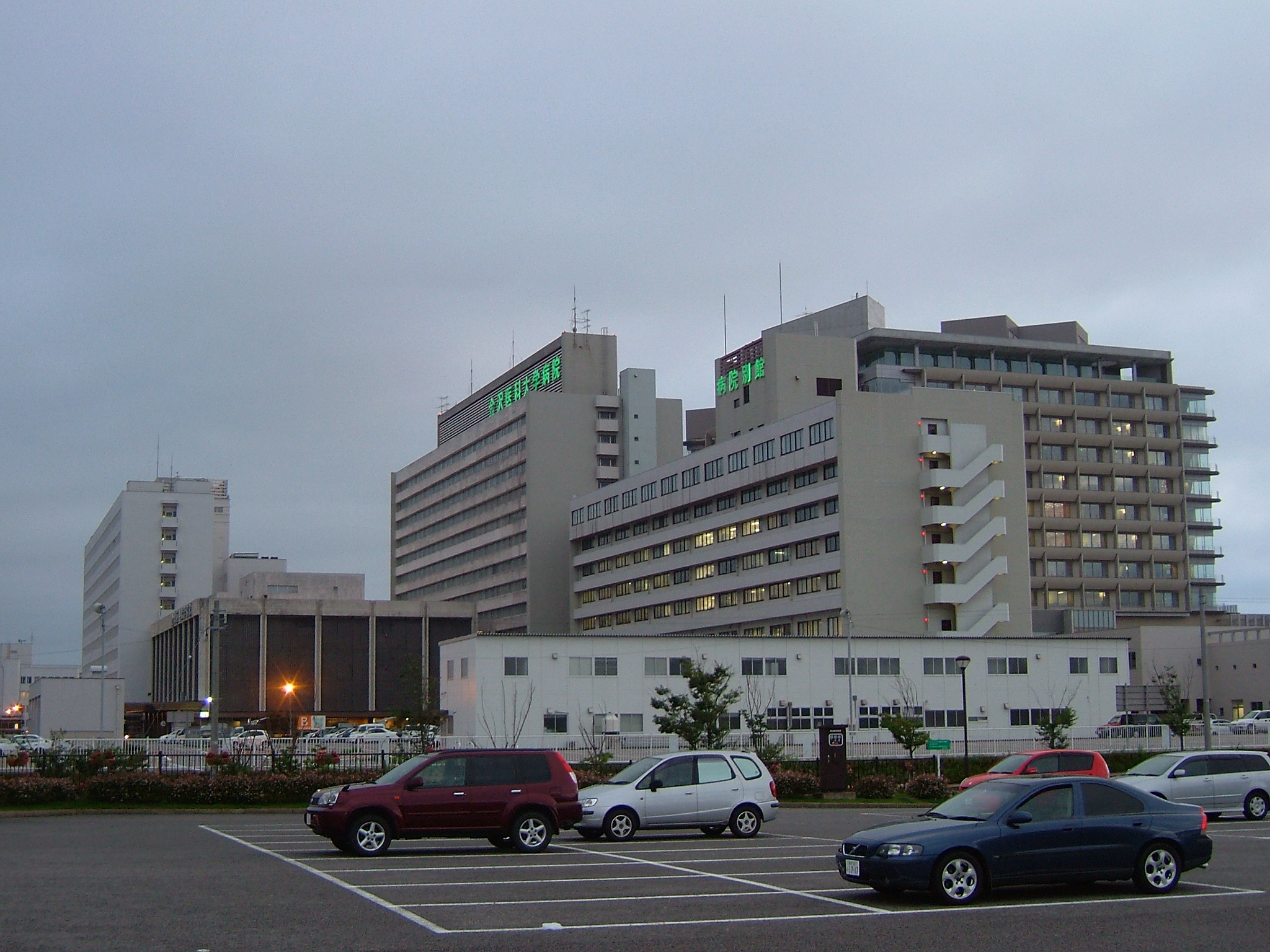
Kanazawa Medical University Hospital — самое высокое здание в посёлке

Утинада (яп. 内灘町 Утинада-мати) — посёлок в Японии, находящийся в уезде Кахоку префектуры Исикава. Площадь посёлка составляет 20,38 км², население — 27 007 человек (1 июля 2014), плотность населения — 1325,17 чел./км².

## Географическое положение
Посёлок расположен на острове Хонсю в префектуре Исикава региона Тюбу. С ним граничат города Канадзава, Кахоку и посёлок Цубата.

## История
Посёлок вошел в историю протестом крестьян и рыбаков против размещения американской военной базы в 1953 году.

## Население
Население посёлка составляет 27 007 человек (1 июля 2014), а плотность — 1325,17 чел./км². Изменение численности населения с 1980 по 2005 годы:
| 1980 | 20 814 чел. |  |
| 1985 | 23 032 чел. |  |
| 1990 | 24 688 чел. |  |
| 1995 | 26 367 чел. |  |
| 2000 | 26 560 чел. |  |
| 2005 | 26 896 чел. |  |

## Символика
Деревом посёлка считается Pinus thunbergii, цветком — Rosa rugosa, птицей — Circus spilonotus.